# Thelypteris villosa
Thelypteris villosa là một loài thực vật có mạch trong họ Thelypteridaceae. Loài này được (Link) C.F. Reed miêu tả khoa học đầu tiên năm 1968.